# Роторні гідромашини

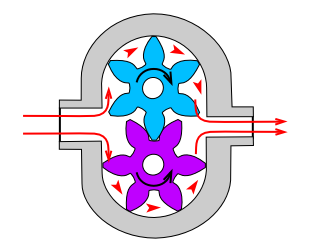
Шестеренна гідромашина з евольвентним зовнішнім зачепленням

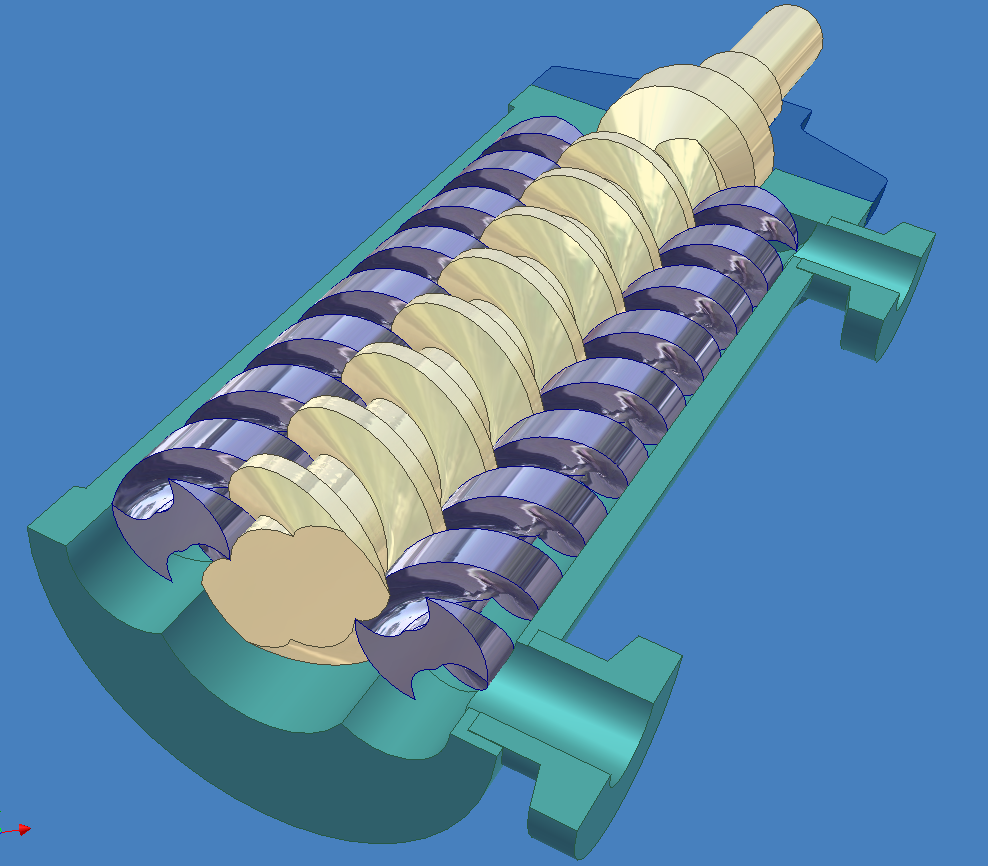
Тригвинтовий насос

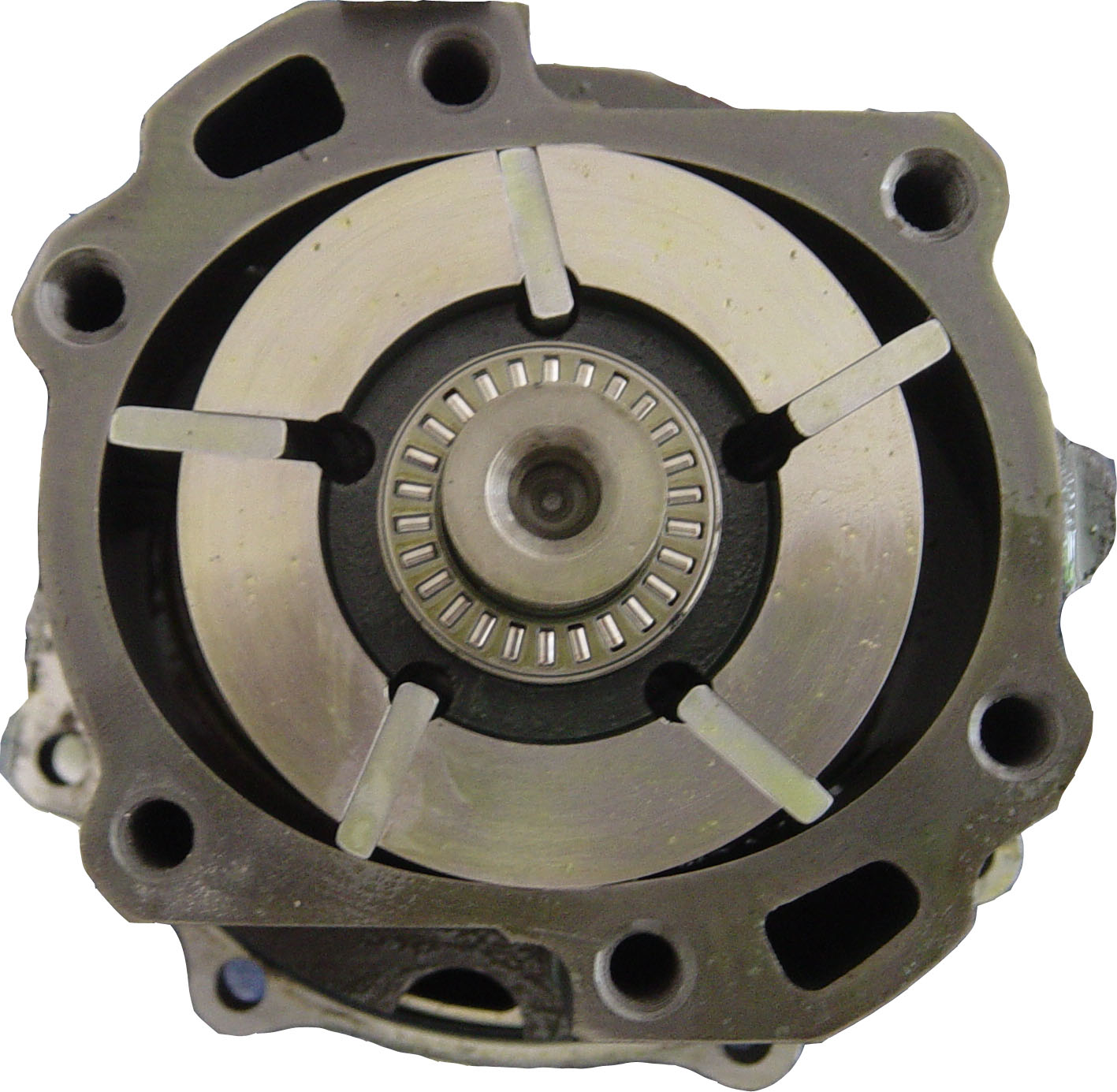
Роторно-пластинчаста гідромашина двократної дії

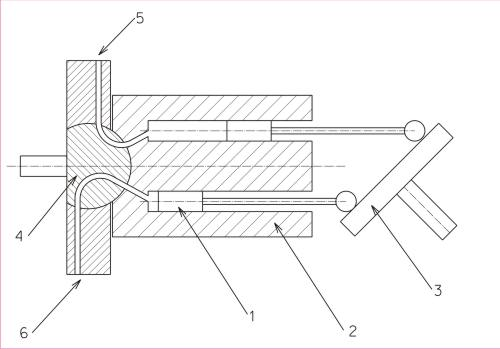
Схема аксіально-поршневої гідромашини: 1-поршень (плунжер); 2-ротор; 3-план-шайба; 4-колектор; 5,6-всмоктувальний та нагнітальний патрубки

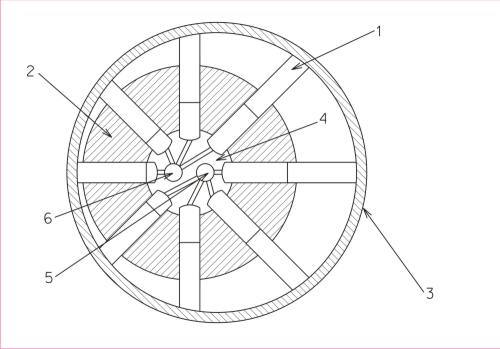
Схема радіально-поршневої гідромашини: 1-поршень (плунжер); 2-ротор; 3-статор; 4-колектор; 5,6-всмоктувальний та нагнітальний патрубки

Ро́торні гідромаши́ни — це об'ємні гідравлічні машини, в яких витискувачі здійснюють обертальний або обертально-поступальний рух. У роторних гідромашинах витіснення рідини здійснюється з камер, які виконують обертальний рух, завдяки чому відбувається перенесення робочої рідини із входу на вихід гідромашини.

## Класифікація роторних гідромашин
Класифікація роторних гідромашин за принципом дії виглядає таким чином:
1. Роторно-обертальні гідромашини, у яких робочі органи здійснюють тільки обертальний рух
- Зубчасті гідромашини, у яких робоча рідина переміщається в напрямку, перпендикулярному до осі обертання робочих органів (шестерень)

- Шестеренні гідромашини з евольвентним зачепленням:

з внутрішнім зачепленням;
із зовнішнім зачепленням.
- Героторна гідромашина з трохоїдальним зачепленням.

- Гвинтові гідромашини, у яких робоча рідина переміщається уздовж осі обертання робочих органів:

одногвинтові;
багатогвинтові.
- Ротаційно-поршневі гідромашини, у яких робочий цикл здійснюється завдяки синхронізованому обертанню двох поршневих (кулачкових) роторів у спеціально спрофільованому корпусі.

2. Шиберні (пластинчасті) гідромашини, у яких робочі камери утворюються робочими поверхнями ротора, статора, суміжних шиберів та бокових кришок
- Роторно-пластинчасті

- Однократної дії:

регульовані;
нерегульвані
- Двократної дії
- Багатократної дії

3. Роторно-поршневі гідромашини, у яких робочі камери утворені робочими поверхніми поршнів (плунжерів) і циліндрів.
- Аксіально-поршневі гідромашини, у яких осі поршнів паралельні осі обертання ротора або утворюють з нею кут менший 45о:

з похилим диском;
з похилим блоком.
- Радіально-поршневі гідромашини, у яких осі поршнів перпендикулярні до осі обертання ротора або утворюють з нею кут більший 45о:

однократної дії;
багатократної дії.
Роторні гідромашини зазвичай складаються з таких елементів: статора, ротора, пов'язаного з валом гідромашини, і витискувачів, що здійснюють витіснення рідини (у насосах), або у які поступає рідина під тиском (у гідромоторах).

## Особливості роторних гідромашин
- оборотність, тобто здатність гідромашини працювати як в режимі насоса, так і в режимі гідродвигуна;
- швидкохідність — частоти обертання роторних гідромашин в окремих випадках досягають 5 тис. об/хв (і до 10 тис. об/хв для шестеренних гідромоторів);
- здатність працювати тільки на чистих рідинах, що не містять абразивних часток.